# Ричардсон, Наташа
Ната́ша Джейн Ри́чардсон (англ. Natasha Jane Richardson; 11 мая 1963 года, Лондон, Великобритания — 18 марта 2009 года, Нью-Йорк, США) — английская актриса. Представительница династии Редгрейвов, дочь Ванессы Редгрейв и режиссёра Тони Ричардсона, внучка Майкла Редгрейва и Рэйчел Кемпсон.
Ричардсон наиболее известна по ролям в фильмах «Готика» (1986), «Патти Херст» (1988), «История служанки» (1990), «Нелл» (1994), «Ловушка для родителей» (1998), «Госпожа горничная» (2002) и «Белая графиня» (2005).
Она выиграла премии «Тони», «Драма Деск» и премию Внешнего общества критиков за роль Салли Боулз в Бродвейском возрождении мюзикла «Кабаре» 1998 года.

## Биография
Наташа Джейн Ричардсон родилась 11 мая 1963 года в Лондоне (Англия) в семье актрисы Ванессы Редгрейв (род. 1937) и режиссёра Тони Ричардсона (1928—1991). Она внучка сэра Майкла Редгрейва и Рэйчел Кемпсон, леди Редгрейв. Её родители развелись в 1967 году после 5 лет брака. У неё были родная младшая сестра, актриса Джоэли Ричардсон (род. 1965), единокровная сестра — Кэтрин Гримонд и младший единоутробный брат — режиссёр и сценарист Карло Габриэль Неро (род. 1969).
Начала сниматься в кино, будучи ребёнком. Дебют в кино — эпизодическая роль в фильме «Атака лёгкой кавалерии» (1968, реж. Тони Ричардсон).
Первый сценический опыт получила в роли Хелены в шекспировском «Сне в летнюю ночь» и в роли Офелии в «Гамлете». Переломным для её карьеры стал 1986 год, когда она получила роль Нины в чеховской «Чайке».
В 1980-е годы Наташа Ричардсон снялась в нескольких телевизионных фильмах, таких как «Готика», «Месяц в деревне» и «История служанки».
В 1994 году Ричардсон получила звание лучшей актрисы на Международном кинофестивале в Карловых Варах за роль в фильме «Вдовья гора». В том же году она снялась в фильме «Нелл» вместе с Джоди Фостер и будущим мужем, Лиамом Нисоном. В 1998 году Наташа исполнила роль Элизабет Джеймс в семейной комедии «Ловушка для родителей». Она также сыграла в таких фильмах, как «Английский цирюльник», «Стены Челси», «Проснувшись в Рино», «Госпожа горничная», «Безумие», «Белая графиня» и «Вечер».
Её последним появлением на экране стала роль директрисы школы для девочек в комедии «Оторва». В последнюю неделю января 2009 года она записала свою закадровую роль жены альпиниста Джорджа Мэллори, который исчез во время восхождения на Эверест во время экспедиции 1924 года, в документальном фильме «Самый дикий сон». Режиссёр Энтони Геффен назвал мучительным просмотр фильма после её смерти.

## Личная жизнь
В 1990—1992 годы была замужем за продюсером Робертом Фоксом.
С 3 июля 1994 года и до своей смерти, Ричардсон была замужем за актёром Лиамом Нисоном, два сына — Майкл Ричард Антонио Ричардсон (при рождении Нисон; род. 22.06.1995) и Дэниел Джек Нисон (род. 27.08.1996).
Крёстная мать двоих приёмных детей актрисы Мии Фэрроу.
Ричардсон помогла собрать миллионы долларов на борьбу со СПИДом, её отец Тони Ричардсон умер от этой болезни в 1991 году. Она получила награду от фонда amfAR за мужество в ноябре 2000 года.
Будучи заядлой курильщицей, Ричардсон откровенно критиковала запрет на курение в ресторанах Нью-Йорка.
20 октября 2018 года было сообщено, что старший сын Ричардсон, 23-летний Майкл, сменил свою фамилию с Нисон на Ричардсон в память о погибшей девять лет назад матери.

## Травма и смерть
16 марта 2009 года Ричардсон получила черепно-мозговую травму на горнолыжном курорте Мон-Трамблан в Квебеке. Как сообщили представители горнолыжного курорта, она каталась без шлема на трассе для новичков и после падения не получила видимых повреждений. Ричардсон отказалась от медицинской помощи. Через какое-то время состояние актрисы резко ухудшилось, она впала в кому и была доставлена в монреальский госпиталь Sacré-Coeur.
18 марта семья Ричардсон приняла решение отключить её от системы обеспечения жизнедеятельности, так как по оценкам врачей наступила смерть мозга, и поддержание жизни было бессмысленным. По мнению врачей, её смерть удалось бы предотвратить, если бы актриса вовремя обратилась за медицинской помощью.
Тело Ричардсон было перевезено в Нью-Йорк, чтобы с актрисой могла проститься семья. Госпиталь Lenox Hill посетили её муж, мать и сыновья — 12-летний Дэниэл и 13-летний Майкл.
Позже было объявлено, что семья актрисы приняла решение предоставить органы Ричардсон для трансплантации нуждающимся.
Похоронена рядом со своей бабушкой, актрисой Рэйчел Кемпсон (1910—2003).

## Избранная фильмография
| Год  |   | Русское название                  | Оригинальное название                        | Роль                         |
| ---- | - | --------------------------------- | -------------------------------------------- | ---------------------------- |
| 1968 | ф | Атака лёгкой кавалерии            | Charge of the Light Brigade, The             | цветочница на свадьбе        |
| 1983 | ф |                                   | Every Picture Tells a Story                  | мисс Брайдл                  |
| 1985 | ф | Приключения Шерлока Холмса        | Copper Beeches, The                          | Вайолет Хантер               |
| 1986 | ф | Готика                            | Gothic                                       | Мэри Шелли                   |
| 1987 | ф | Месяц в деревне                   | A Month in the Country                       | Элис Кич                     |
| 1988 | ф | Патти Херст                       | Patty Hearst                                 | Патрисия Херст               |
| 1989 | ф | Толстяк и Малыш                   | Fat Man and Little Boy                       | Джин Тэтлок                  |
| 1989 | ф | История служанки                  | Handmaid’s Tale, The                         | Кейт/Оффред                  |
| 1990 | ф | Утешение незнакомцев              | The Comfort Of Strangers                     | Мэри                         |
| 1991 | ф | Услуга, часы и очень большая рыба | Favour, the Watch and the very big Fish, The | Сибил                        |
| 1991 | ф | После полуночи                    | Past Midnight                                | Лора Мэтьюз                  |
| 1992 | ф | Заложники                         | Hostages                                     | Джилл Моррелл                |
| 1994 | ф | Нелл                              | Nell                                         | доктор Пола Олсен            |
| 1994 | ф | Вдовья гора                       | Widows' Peak                                 | миссис Эдвина Врум           |
| 1998 | ф | Ловушка для родителей             | The Parent Trap                              | Элизабет Джеймс              |
| 2001 | ф | Английский цирюльник              | Blow Dry                                     | Шелли Аллен                  |
| 2001 | ф | Гавань                            | Haven                                        | Рут Грабер                   |
| 2001 | ф | Стены Челси                       | Chelsea Walls                                | Мэри                         |
| 2002 | ф | Госпожа горничная                 | Maid in Manhattan                            | Кэролайн Лэйн                |
| 2002 | ф | Проснувшись в Рино                | Waking Up in Reno                            | Дарлин Додд                  |
| 2005 | ф | Безумие                           | Asylum                                       | Стелла Рафаэль               |
| 2005 | ф | Белая графиня                     | The White Countess                           | графиня Софья Белинская      |
| 2007 | ф | Вечер                             | Evening                                      | Констанция (Кони) Хейверфорд |
| 2008 | ф | Оторва                            | Wild Child                                   | миссис Кингсли               |